# Eparchie Edmonton
Die Eparchie Edmonton (lat.: Eparchia Edmontonensis Ucrainorum) ist eine in Kanada gelegene Eparchie der ukrainischen griechisch-katholischen Kirche mit Sitz in Edmonton.

## Geschichte

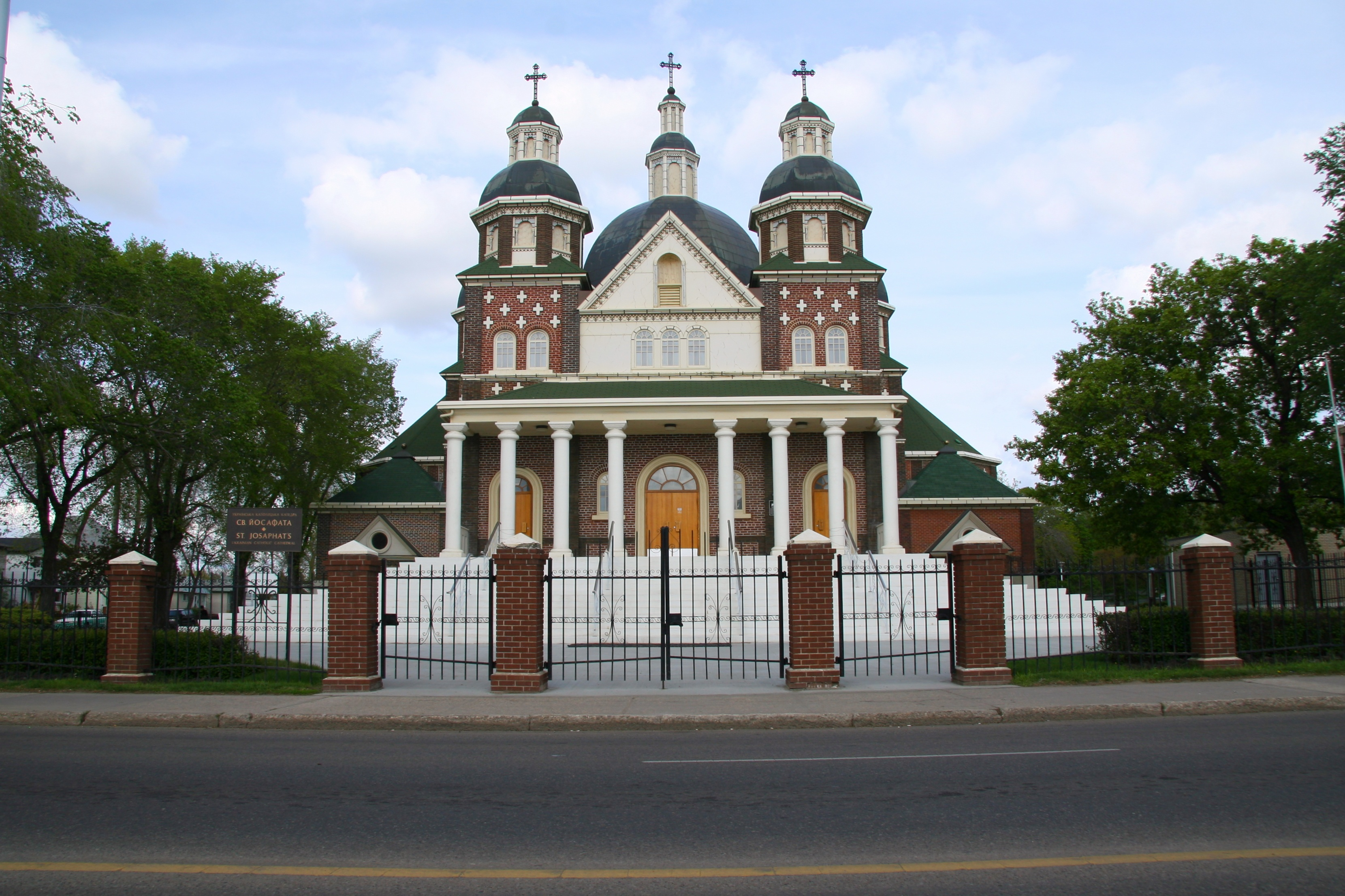
Kathedrale St. Josaphat in Edmonton

Die Eparchie Edmonton wurde am 19. Januar 1948 durch Papst Pius XII. mit der Apostolischen Konstitution Omnium cuiusvis ritus aus Gebietsabtretungen des Apostolischen Exarchats Kanada als Apostolisches Exarchat West-Kanada errichtet. Das Apostolische Exarchat West-Kanada wurde am 10. März 1951 in Apostolisches Exarchat Edmonton umbenannt. 
Am 3. November 1956 wurde das Apostolische Exarchat Edmonton durch Pius XII. mit der Apostolischen Konstitution Hanc Apostolicam zur Eparchie erhoben und der Erzeparchie Winnipeg als Suffragandiözese unterstellt. Die Eparchie Edmonton gab am 27. Juni 1974 Teile ihres Territoriums zur Gründung der mit der Apostolischen Konstitution Cum territorii errichteten Eparchie New Westminster ab.

## Ordinarien

### Apostolische Exarchen von West-Kanada
- 1948–1951 Neil Nicholas Savaryn OSBM

### Apostolische Exarchen von Edmonton
- 1951–1956 Neil Nicholas Savaryn OSBM

### Bischöfe der Eparchie Edmonton
- 1956–1986 Neil Nicholas Savaryn OSBM
- 1986–1990 Demetrius Martin Greschuk
- 1991–1996 Myron Michael Daciuk OSBM
- 1996–2006 Lawrence Daniel Huculak OSBM, dann Erzbischof der Erzeparchie Winnipeg
- 2007–0000 David Motiuk